# Ruina (istorie)
Ruina (în ucraineană Руїна) este o perioadă în istoria Ucrainei care este cuprinsă între moartea hatmanului Bogdan Hmelnițki (1657) și ascensiunea la putere a hatmanului Ivan Mazepa (1687). Această perioadă este caracterizată prin lupte continue, război civil și intervențiile puterilor vecine în teritoriile Ucrainei actuale. După cum se spunea în acele vremuri: „Від Богдана до Івана не було гетьмана” (Între Bogdan [Hmelnițki] și Ivan [Mazepa] nu a fost niciun hatman). Această frază caracterizează perfect perioada haotică a „Ruinei”.

## Cadru istoric general
Perioada „Ruinei” a început după moartea hatmanului Bogdan Hmelnițki. Hmelnițki a reușit să elibereze țara după secole de dominație poloneză, printr-un adevărat război de eliberare națională. Este adevărat că, în fața puternicilor săi vecini (Rzeczpospolita și Hanatul Crimeii), el a ales să accepte suzeranitatea Țaratului Rusiei.
Dacă Bogdan Hmelnițki a fost un lider influent și carismatic, dar el nu a reușit să creeze o regulă de succesiune clară, cei care i-au urmat în rolul de hatman neavând calitățile necesare. Bogdan Hmelnițki a dorit ca fiul său, Iuri să devină noul hatman al Ucrainei. Din păcate, Iuri nu era doar tânăr și neexeperimentat, dar era lipsit de marea putere de convingere și calitățile de conducător pe care le avusese tatăl lui, ceea a și dovedit de altfel în timpul celor două tentative de preluare a puterii.
La moartea lui Bogdan Hmelnițki, statul căzăcesc avea un teritoriu de aproximativ 650.000 km2 și o populație de 1,2 – 1,5 milioane de locuitori. Societatea ucraineană era formată din nobili necatolici, cazacii bogați (starșina), masa cazacilor și țăranii, care nu aveau voie să poarte arme. Terenurile agricole erau împărțite astfel: 17% aparțineau bisericii, 33% erau în proprietatea nobililor locali, iar restul de 50%, care fusese confiscat de la magnații polonezi urma să fie împărțit. Ucraina era un stat tampon, care nu era mărginit de granițe naturale, nu avea tradiție statală și avea o populație care era înclinată spre libertatea căzăcească sau spre anarhie. Pe teritoriul statului căzăcesc se stabiliseră numeroși imigranți, gata oricând să se mute, dacă în altă regiune ar fi apărut condiții mai bune de viață. Pământurile confiscate au trecut de mai multe ori de la un proprietar la altul, funcție de interesele învingătorilor în conflictele interne care răvășeau țara. De asemenea, în societatea căzăcească se manifesta un conflict dintre masa de cazaci săraci și grupul cazacilor bogați, care aspirau la un statut nobiliar. În acest conflict, amenințarea poloneză s-a făcut tot timpul simțită, magnații dorindu-și să reintre în posesia moșiilor confiscate de răsculați. Trecerea sub suzeranitatea rusă a făcut să apară un nou conflict, cel dintre autocrația țarilor și dorința de libertate a cazacilor. Aflat la frontiera de sud a hatmanatului căzăcesc, Hanatul Crimeii era interesat de comerțul cu sclavi răpiți din Ucraina și Rusia. Otomanii nu erau foarte interesați de această frontieră de nord a imperiului. Potențialii aliați ai ucrainenilor, suedezii erau prea departe, iar cazacii de pe Don și calmîcii au preferat să nu se implice într-un conflict de partea ucrainenilor.
Istoria acestei perioade este complexă și a fost influențată de anumiți factori precum:
1. inexistența unui lider care să unească ucrainenii pentru înplinirea unor obiective colective;
2. modificările rapide a alianțelor cu puterile învecinate, care aveau la rândul lor interese proprii, diferite de ale ucrainenilor;
3. conflictul dintre cazacii bogați și cei săraci;
4. influența Bisericii Unite, care a favorizat apropierea de Polonia, și
5. influența Bisericii Ortodoxe, care a favorizat apropierea de Rusia.

## Ucraina de pe malul stâng și de pe malul drept 1648-1663

### Colaborarea lui Hmelnițki cu Hanatul Crimeii și cu Țaratul Rusiei
Hmelnițki a inițiat revolta sa, bazându-se pe alianța cu Hanatul Crimeii. După ce a acceptat suzeranitatea Țaratului Rusiei în 1654 prin semnarea Tratatului de la Periaslav, a izbucnit războiul ruso-polonez din 1654 – 1667, iar tătarii crimeeni au renunțat la alianța cu cazacii, reluând raidurile de jaf. În ultimii ani de viață, Hmelnințki a încercat să se îndepărteze de Rusia și a început negocieri cu Regatul Suediei și Principatul Transilvaniei. 

### Hatmanul Vihovski și polonezii (1657-1659)
La moartea lui Bogdan Hmelnițki, fiul său, Iuri avea doar 16 ani, așa că poziția de hatman a fost ocupată de Ivan Vihovski. El s-a sprijinit în exercitarea puterii pe cazacii bogați (starșina) și a încercat de reapropiere de Regatul Poloniei. Aceasta a dus la o rebeliune a unei părți a cazacilor, care a fost înfrântă în iunie 1658. Războiul civil a dus la pierderea a aproximativ 50.000 de vieți. Hatmanul a semnat în septembrie 1658 Tratatul de la Hadiaci cu Polonia, prin care Ucraina devenea al treilea membru al statului polono-lituaniană. Acest tratat nu a fost niciodată aplicat. În schimb, semnarea tratatului de la Hadiaci, a dus la o invazie de proporții a rușilor. Rușii au fost înfrânți în Bătălia de la Konotop din 29 iunie 1659. Cu toate acestea, Vihovski a demisionat și s-a refugiat în Polonia în octombrie 1659 de teama revoltei puse la cale de polcovnicii filoruși. 
.

### Hetmenatul lui Iuri Hmelnițki 1659 – 1663
Funcția de hatman a fost ocupată de fiul lui Bogdan Hmelnițki, Iuri, care ajunsese la vârsta majoratului. În 1659, el a acceptat semnarea unui al doilea tratat de la Pereiaslav, care ducea la o creștere importantă a puterii Rusiei în defavoarea autonomiei Ucrainei. În anul următor, au izbucnit un nou război între Rusia și Polonia. După o serie de victorii poloneze, Iurii a acceptat ca Ucraina să treacă din nou sub controlul polonez. Cazacii de pe malul drept s-au revoltat sub conducerea lui Iakim Somko. În fața realității unei Ucraine împărțite de cursul fluviului Nipru, Iuri a demisionat în ianurie 1663 și s-a retras la o mănăstire.

## Ucraina sub control polonez (Ucraina de pe malul drept), 1663 – 1681

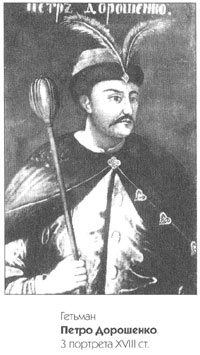
Hatmanul Petro Doroşenko

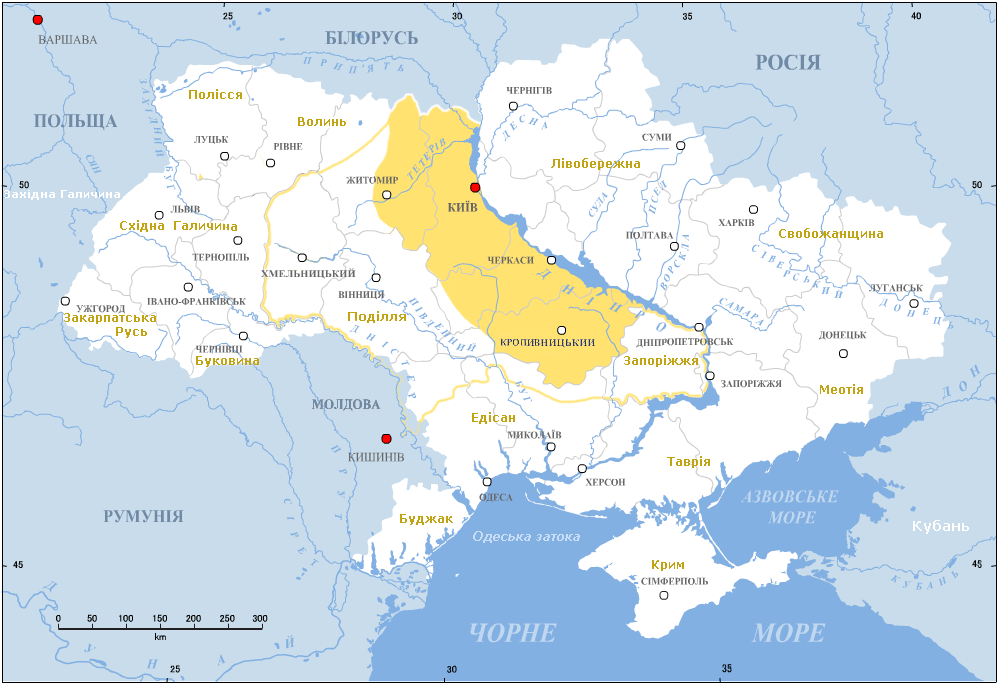
Ucraina de pe malul drept în secolele XVII-XVIII

### Hatmanul Teteria și politica filopoloneză, 1663 – 1665
Pavlo Teteria, hatmanul Ucrainei apusene, a dus o politică filopoloneză hotărâtă. După ce invazia sa în Ucraina răsăriteană s-a încheiat cu un eșec, Teteria a fost nevoit să demisioneze și să se refugieze în Polonia.

### Hatmanul Doroșenko și alianța cu turcii, 1665 – 1676
Obiectivul lui Petro Doroșenko a fost reunificarea celor două jumătăți ale Ucrainei. El a convocat adunări ale cazacilor (Rada) cât de des a putut, încercând astfel să câștige sprijinul cazacilor săraci. Pentru ca să nu mai depindă de cazacii bogați (starșina), el a creat o armată permanentă de mercenari de 20.000 de oameni. În 1667, Rusia și Polonia au semnat Tratatul de la Andrusovo fără ca vreuna dintre părți să-i consulte și pe cazaci. Tratatul diviza definitiv Ucraina de-a lungul Niprului. Zona slab populată din sud, Zaporijia, urma să fie administrată în comun de polonezi și ruși, dar în fapt era o regiune autoguvernată, având propriul său guvern. Ca urmare, Doroșenko s-a oritenta către o alianță cu otomanii, ceea ce a dus la izbucnirea unui război polono-cazaco-tătar (1666 – 1671). În toamna anului 1667, forțele turco-cazace au invadat Galiția și l-au obligat pe regele Poloniei să acorde ucrainenilor o autonomie sporită. Doroșenko a acceptat suzeranitatea otomană, care îi lăsa o mare marjă de manevră și a invadat Ucraina răsăriteană, unde l-a îndepărtat pe hatmanul rival, Ivan Briuhovețki. În 1668, Doroșenko s-a autoproclamat hatman al Ucrainei unite. Împotriva lui s-au ridicat atât tătarii, cât și polonezii, care l-au sprijinit pe Mihailo Hanenko și au invadat Ucraina apuseană. Doroșenko a lăsat pe malul stâng al Niprului un adjunct să-l reprezinte, Demian Mnojohrinșni, care a trecut rapid însă sub controlul Rusiei. Doroșenko i-a ajutat pe turci să anexeze Podolia. În [[războiul ruso-turc (1676-1681)|războiul care a izbucnit cinci ani mai târziu, Doroșenko i-a sprijinit din nou pe turci împotriva rușilor. Alianța sa cu o putere necreștină a făcut să piardă sprijinul ultimilor credincioși. Pe 19 septembrie 1676, el a fost nevoit să cedeze funcția de hatman în favoarea lui Ivan Samoilovici și s-a refugiat în Rusia.

### Iuri Hmelnițki și alianța cu turcii, 1678 – 1681
În 1678, turcii l-au numit hatman pe Iuri Hmelnițki, care fusese ținut până atunci în prizonierat. El a participat alături de turci la a doua campanie de la Cihirin, dar protectorii lui îndepărtat de la putere în 1681.
În timpul a mai multor ani de lupte, Ucraina apuseană a fost puternic depopulată, mulți dintre cei care nu fuseseră uciși sau luați în sclavie de tătari, au fugit pe pe malul stâng al Niprului sau în Slobidska Ukraina. După ce Polonia a preluat controlul asupra Ucrainei apusene, regiunea a început să fie repopulată.

## Ucraina sub control rus (Ucraina de pe malul stâng), 1661 – 1687

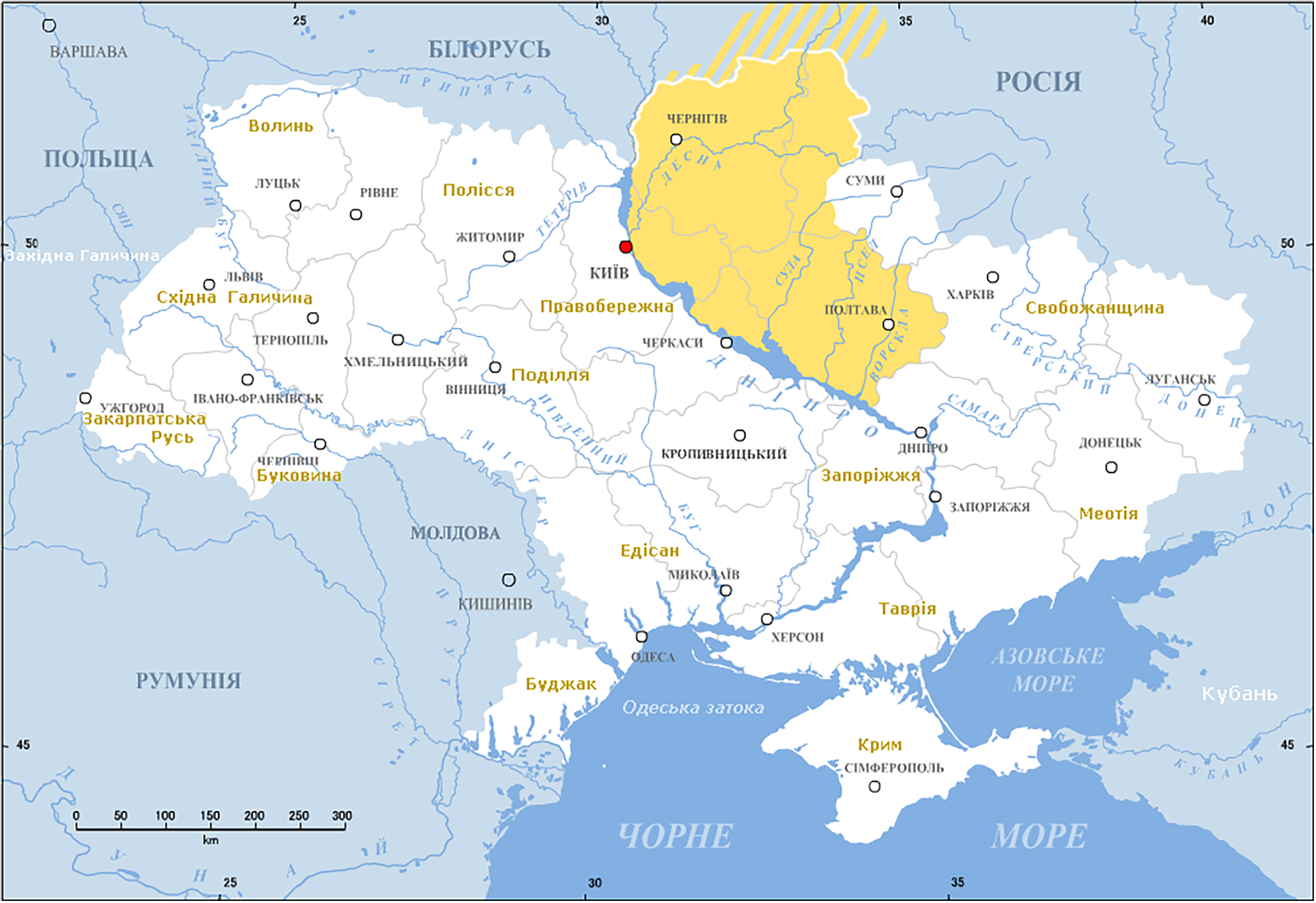
Ucraina de pe malul stâng în secolele al XVII-lea şi al XVIII-lea

### Iakim Somko și Bruihevețki, 1661 – 1663
În 1660, cazacii de pe malul stâng, nemulțumiți de alianța cu polonezii, l-au alungat pe Iuri Hmelnițki și l-au ales hatman interimar pe IakIm Somko. Iuri a păstrat controlul asupra Ucrainei de pe malul drept, consfințind împărțirea țării. Somko s-a sprijinit în special pe clasa cazacilor bogați (starșina), ceea ce a dus la apariția unei opoziții din partea cazacilor zaporojeni și a liderului lor, Bruihevețki. Somko a pierdut și sprijinul Moscovei și, după Rada (consiliul) din 1663, a fost înlocuit de Bruihevețki și executat. 

### Bruihevețki și alianța cu rușii, 1663 – 1668
Ivan Bruihevețki a fost aproape total dependent de Rusia. El a semnat în 1165 la Moscova o înțelegere prin care autonomia Ucrainei răsăritene era puternic limitată. Astfel, era permisă înființarea unor garnizoane ruse pe teritoriul Ucrainei, taxele colectate în această regiune erau tezaurizate în folosul Moscovei, reprezentantul Rusiei devenea membru al Radei care alegea hatmanul, iar acesta din urmă trebuia confirmat de țar, biserica ucraineană era trecută în subordinea canonică a Bisericii Ortodoxe Ruse. În plus, populația trebuia să asigure alimentele și furajele trupelor ruse staționate în Ucraina. Prezența soldaților ruși și colectarea taxelor de către împuterniciții Moscovei au provocat rezistența populației, iar, la rândul ei, biserica ucraineană a încercat să se opună controlului rusesc. Tratatul de la Andrusovo din 1667 a fost considerat de către cazaci o trădare a intereselor lor. Prin acest tratat a fost legiferată împărțirea Ucrainei. Au izbucnit o serie de revolte populare, iar hatmanul Doroșenko s-a folosit de acestea pentru a invada Ucraina răsăriteană. Bruihevețki a fost ucis de mulțimile furioase.

### Demian Mnohohrișni și autonomia Ucrainei răsăritene, 1668 – 1672
Pe 9 iunie 1668, Doroșenko s-a autoproclamat hatman al întregii Ucraine. Un an mai târziu, polonezii au invadat Ucraina apuseană și au proclamat un alt hatman, Mihailo Hanenko. Doroșenko l-a numit pe Demian Mnohohrișni în funcția de hatman interimar al Ucrainei răsăritene, el urmând să facă față atacului polonezilor. În condițiile în care Doroșenko nu și-a mai putut exercita controlul asupra malului stâng al Niprului, iar Moscova și-a redus pretențiile, Mnohohrișni a acceptat supremația rușilor și a încercat să apere interesele ucrainenilor. Mnohohrișni a reușit să reinstaureze legea și ordinea în teritoriul pe care îl controla, dar a intrat în conflict cu o parte a căzăcimii (starșina). Aceștia din urmă s-au plâns țarului, care a hotărât arestarea și exilarea lui Mnohohrișni în Siberia.

### Ivan Samoilovici și Rusia, 1672 – 1687
În 1672, a fost ales în funcția de hatman Ivan Samoilovici. El a acceptat o reducere importantă a puterii hatmanului. Astfel, hatmanul nu mai putea să-i judece pe starșina, nu putea dezvolta relații externe fără aprobarea consiliului starșina. Samoilovici a fost se acord să desființeze trupele aflate sub comanda directă a hatmanului. În 1674 și 1676, Samoilovici și aliații săi ruși au asediat Cihirin și pe hatmanul Ucrainei apusene, Doroșenko. După ce Doroșenko s-a predat în septembrie 1676, Samoilovici s-a proclamat hatmanul Ucrainei unite. În decursul următorilor doi ani însă, turcii au alungat forțele cazacilor lui Samoilovici din dreapta Niprului. Polonia și Rusia au semnat în 1686 Tratatul de pace eternă, care recunoștea încă o dată stăpânirea poloneză asupra malului drept al Niprului. Samoilovici a condus în 1687 o campanie împotriva tătarilor din Crimeea a unei forțe formate din 100.000 de ruși și 50.000 de cazaci, care s-a încheiat cu un eșec de proporții. Samoilovici a fost găsit vinovat, îndepărtat din funcție și exilat în Siberia.

### Mazepa și reinstaurarea stabilității, 1687 – 1709
Odată cu alegerea lui Ivan Mazepa în funcția de hatman, perioada „Ruinei” a luat sfârșit, iar Ucraina de pe malul stâng și-a continuat istoria doar în cadrul Țaratului Rusiei. Odată cu izbucnirea Marelui Război al Nordului în 1700, pretențiile Rusiei au devenit excesive din punctul de vedere ucrainean. Mazepa a ales să se alieze cu regele Suediei, Carol al XII-lea. Suedezii și cazacii lui Mazepa au fost înfrânți de ruși în Bătălia de la Poltava. Ivan Mazepa a fost exilat în Turcia.

## Urmări
1. Încercare de a crea un stat căzăcesc ucrainean a eșuat;
2. Ucraina a fost împărțită între Rusia și Polonia de-a lungul fluviului Nipru;
3. Polonia a pierdut controlul asupra Ucrainei răsăritene și a intrat într-un declin ireversibil;
4. Rusia și-a extins teritoriul spre sud și sud-vest;
5. O bună parte a populației ucrainene de pe malul drept, devastat de războaie, a migrat pe malul stâng sau în Slobidska Ukraina; bank and Sloboda Ukraine, thereby increasing the area under peasant agriculture.
6. Imperiul Otoman a reușit pentru o perioadă scurtă de timp să-și extindă controlul asupra Ucrainei.